# Delias anjae
Delias anjae é uma borboleta da família Pieridae. Foi descrita por Schroder em 1977. Pode ser encontrada nas Montanhas Arfak de Irian Jaya.
A sua envergadura é de cerca de 50 milímetros. Os adultos são semelhantes a Delias sagessa.